# Monette Russo
Monette Simone Russo (Lilydale, 4 de agosto de 1988) é uma ex-ginasta australiana, que competiu em provas de ginástica artística.
Monette foi a primeira ginasta australiana a conquistar uma medalha no all around em Campeonatos Mundias, com o bronze na edição de 2005, disputada em Melbourne, Austrália. Bem como fez parte da primeira equipe ncional a conquistar uma medalha coletiva, também em mundiais, dois anos antes, no Campeonato de Anhaeim.
Russo encerrou a carreira devido a lesões sofridas em 2006.

## Carreira
Russo iniciou-se na modalidade artística ao seis anos e passou a disputar campeonatos nacionais aos doze. Sua primeira competição sênior foi o Nacional Australiano, em 2003, no qual conquistou a medalha de ouro na trave e os bronzes no concurso geral, no salto e nas barras assimétricas. No World Championship Trials, foi a medalhista de prata, classificando-se para disputar o Campeonato Mundial de Ginástica Artística. Internacionalmente, participou do Australian Youth Olympic Festival, no qual fora a vitoriosa do individual geral. Na sequência, estreou no Mundial de Anhaeim, nos Estados Unidos, no qual, ao lado das companheiras, conquistou a primeira medalha australiana do campeonato - o bronze por equipes.
Em 2004, no  Australian Olympic Trials, fora a segunda colocada no geral individual, qualificando-se para disputar uma edição olímpica. Nas disputas internacionais, conquistou medalhas no WOGA Classic - ouro no salto e prata no concurso geral, no solo e nas barras assimétricas - e na Copa América - prata na trave. Mais tarde, sua estréia olímpica deu-se nos Jogos de Atenas. Neles, não avançou na disputa do concurso geral, mas qualificou-se para a final por equipes, cuja posição fora o oitavo lugar.
No ano seguinte, foi polimedalhista do Australian Championships, ao conquistar três medalhas de ouro - all around, assimétricas e trave - e uma de prata - solo. No Australian World Trials, obteve classificação para o Mundial de Melbourne ao vencer a disputa geral. Em dois encontros gímnicos com a China, venceu o concurso geral, foi a terceira colocada nas assimétricas e a segunda no salto e novamente nas barras. No Mundial, realizado na Austrália, tornou-se a primeira australiana a receber uma medalha individual ao conquistar o bronze do individual geral e foi a três finais por aparelhos, encerrando em quinto lugar na trave e no solo e em sétimo nas paralelas assimétricas. Em 2006, disputou apenas o Commonwealth Games - sua última competição -, do qual saiu com o ouro por equipes e o bronze nas barras.
No início de 2007, anunciou sua a aposentadoria da modalidade e passou a dedicar-se aos estudos.[carece de fontes?]

## Principais resultados
| Ano  | Evento                                    | AA                | Equipe            | Salto sobre o cavalo | Trave | Barras assimétricas | Solo              |
| ---- | ----------------------------------------- | ----------------- | ----------------- | -------------------- | ----- | ------------------- | ----------------- |
| 2000 | Pacific Alliance Championships            | Medalha de prata  |                   |                      |       |                     |                   |
| 2001 | Campeonato Nacional Australiano Júnior    | Medalha de ouro   |                   | Medalha de ouro      |       | Medalha de bronze   | Medalha de bronze |
| 2003 | Campeonato Mundial de Ginástica Artística | 12º               | Medalha de bronze |                      | 8º    |                     |                   |
| 2004 | Jogos Olímpicos                           | 25º               | 8º                |                      |       |                     |                   |
| 2005 | Campeonato Mundial de Ginástica Artística | Medalha de bronze |                   |                      | 5º    | 7º                  | 5º                |
| 2006 | Commonwealth Games                        |                   | Medalha de ouro   |                      |       | Medalha de bronze   |                   |